# Bragueta d'armar

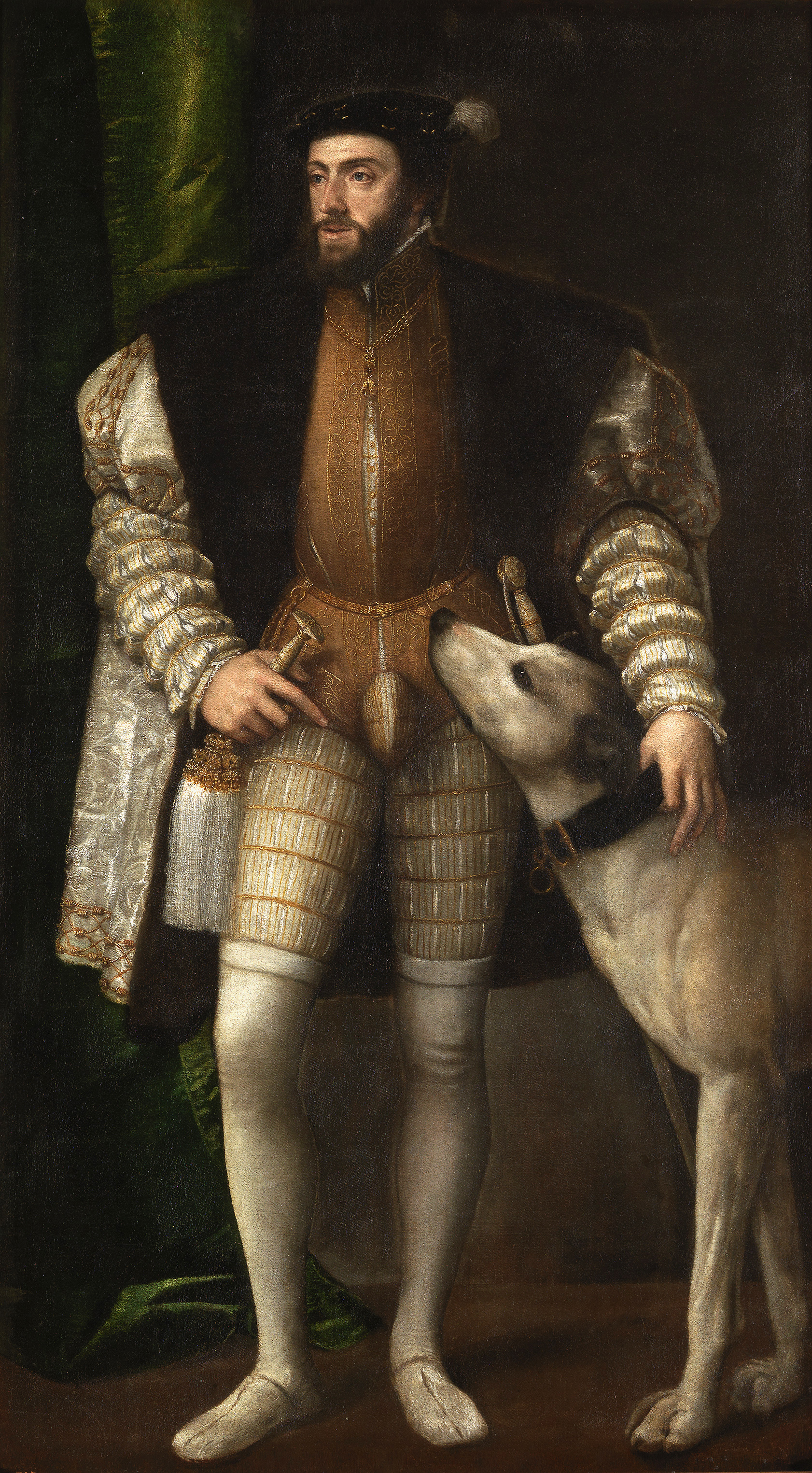
Emperador Carles V llueix una bragueta en aquest retrat creat per Tiziano, 1532 - 1533.

La bragueta d'armar  era una peça de vestir masculina que s'usava en els segles XV i XVI per cobrir els òrgans genitals.

## Història
En els segles XV i XVI, la bragueta aparegué per raons de pudor: Els homes vestien calces molt ajustades que estaven obertes a l'entrecuix, de manera que els òrgans genitals tan sols eren coberts pel gipó. Quan la moda va canviar i els homes van començar a usar gipons més curts, va aparèixer la bragueta.
Algunes armadures del segle xvi inclouen braguetes metàl·liques.

## A Espanya
L'Emperador Carles V mostra l'ús de la bragueta en una pintura molt famosa creada per Tiziano: Retrat de Carles V amb gos (Museu del Prado).